# セイヨウオモダカ
セイヨウオモダカ (西洋面高) (Sagittaria sagittifolia) は、オモダカ科の被子植物。オモダカ (Sagittaria trifolia) やクワイ (Sagittaria trifolia 'Caerulea') の近隣種。

## 概要
セイヨウオモダカは草本性の多年草で、水深10–50センチメートル (4–19+1⁄2インチ)の水中に生える。水上の葉は矢じり形をしており、葉身は長さ15–25 cm (6–10 in)、幅10–22 cm (4–8+1⁄2 in)で、長い葉柄が水面から45 cm (17+1⁄2 in)まで葉を支える。また、長さ80 cm (31+1⁄2 in)、幅2cmまでの細い線状の水中葉もある。花は幅2～2.5cmで、3枚の小さな萼片と3枚の白い花弁があり、多数の紫色の雄しべがある。

## 分布
アイルランド、イギリス、フランス、オランダ、デンマーク、ポーランド、チェコ、スウェーデン、フィンランド、ルーマニア、トルコなどヨーロッパのほとんどの地域に分布している:142。イギリスでは、オモダカ属の中で唯一自生している。
日本では「評価を行ったものの我が国の生態系等に被害を及ぼすおそれのある外来種リストの掲載種としなかった（未定着）」と評価されている。
アメリカ合衆国農務省動植物検疫局（USDA, Animal and Plant Health Inspection Service, Plant Protection and Quarantine）によれば、セイヨウオモダカは雑草または侵入性の可能性があるとして、46州の有害雑草リストに掲載されている。

## 利用
球根は食用となる。セイヨウオモダカの残骸が、ポーランドの旧石器時代／中石器時代の遺跡Całowanieで発見されている。

## 外部リンク

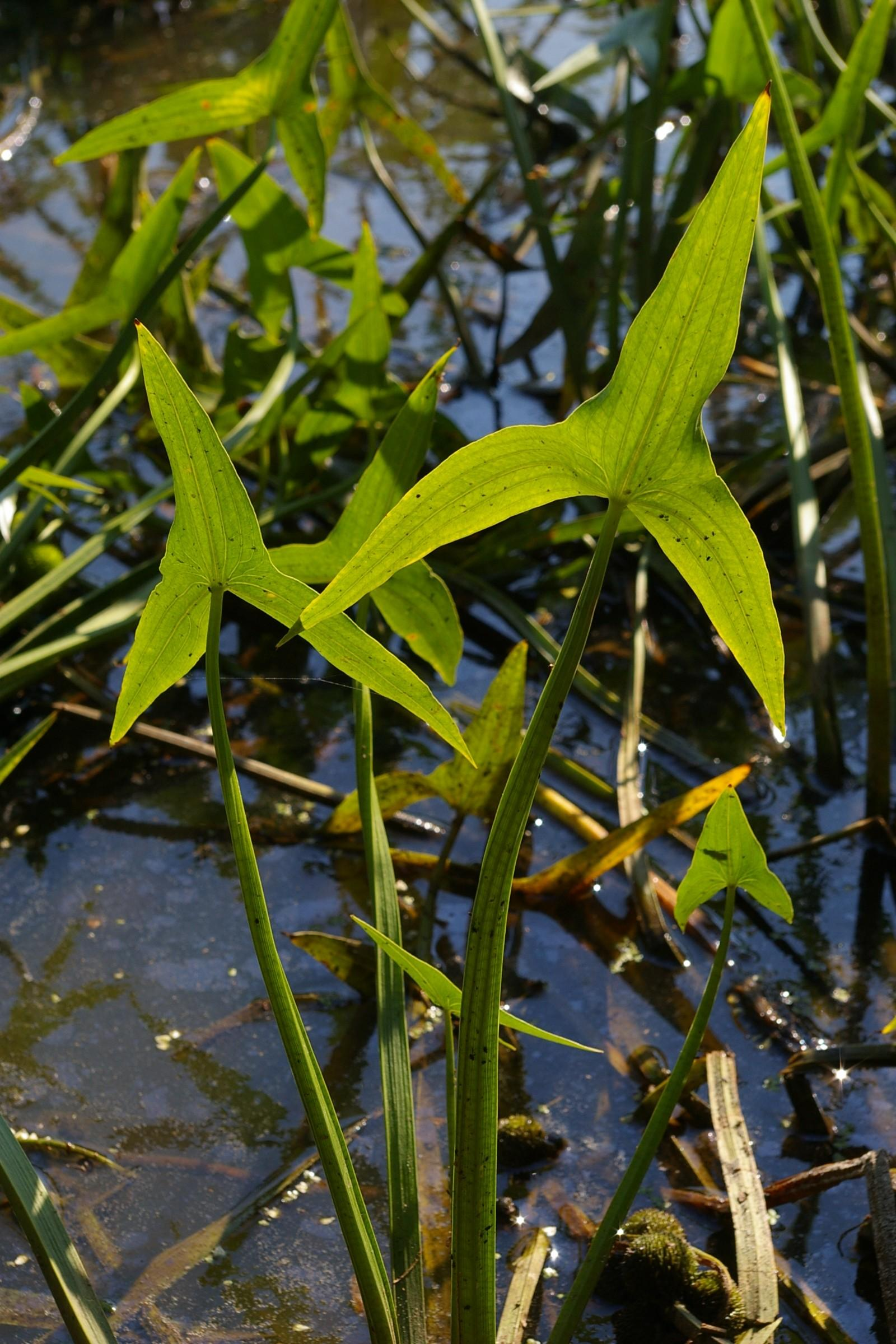
セイヨウオモダカの葉